# Бинтан
Бинтан, также именуемый Negeri Segantang Lada (индон. Bintan) — остров в архипелаге Риау, принадлежащем Индонезии. Часть провинции Острова Риау, административный центр которого, Танджунг-Пинанг, находится на юге острова и является его главным городом.
Площадь острова Бинтан — 2402,28 км². Территория острова образует округ Бинтан, один из шести округов провинции. Город Танджунг-Пинанг является автономным округом, входящим в округ Бинтан.
История Бинтана прослеживается до начала третьего столетия нашей эры. Остров процветал как торговый пункт на пути между Китаем и Индией, и на протяжении столетий принадлежал китайцам, британцам и затем вошёл в состав Голландской Ост-Индии по условиям Англо-голландской конвенции 1824 года. В 12 веке остров Бинтан был известен как «Пиратский остров», так как на нём была стоянка малайских пиратов, которые грабили торговые суда, которые плавали в прибрежных водах.
От курортной зоны острова Бинтан до Сингапура, ближайшего крупного города, 45-50 минут езды на моторном катамаране. На острове находится множество пляжей с международными отелями и курортами; самый известный из этих пляжей — Bintan Resorts, площадь которого — 300 гектаров. Острова архипелага Риау находятся прямо напротив этого курорта и разбросаны по всему Южно-Китайскому морю. Индонезия продвигает Бинтан в качестве лучшего туристического направления после Бали.

## География и климат
Бинтан — крупнейший из 3200 островов архипелага Риау и расположен в 10 километрах к востоку от острова Батам. Береговая линия острова — 105 км. Остров входит в провинцию острова Риау — провинции Индонезии, которая объединяет архипелаг Риау, острова Натуна, Анамбас и Линга. До июля 2004 года острова Риау входили в провинцию Риау.

## Флора и фауна

### Флора
На Бинтане лесной покров находится в ограниченном районе на холмах. Обезлесивание делалось когда-то для выращивания гамбира (Uncaria gambir). Каждая плантация гамбира имела площадь в 30 гектаров. Для обработки листьев гамбира это имеет важное значение, поэтому леса вырубались на площади в 30 гектаров, то есть площади плантаций. Гамбир мог расти на одной плантации всего 12 лет и в итоге недостаток земель привел к сокращению количества лесов и выращивание гамбира было прекращено. В XX веке каучуковые плантации заменили плантации гамбира. Затем и каучуковые плантации были заброшены из-за проблем подтопления. Сейчас леса развиваются на высших точках холмов, где подтопление не распространено. Заброшенные земли в настоящее время используются для других целей. В тропических лесах острова, находящихся в подножьях пика Гунунг Бинтан-Бесар, теперь растительность состоит из диптерокарповых и многих других растений.

### Фауна
Различные виды морских животных и растений находятся под водой. От кальмаров до улиток, от разных видов рыб до устриц — несколько морских видов, включая морских черепах найдены здесь. Дельфины также были замечены в этих местах. Многообразие и разнообразие морской жизни является очень привлекательным. Дикими животными, которых видели в лесах острова, являются: ''Trachypithecus cristatus'', нектарницы, орлы и коршуны.

#### Морские черепахи
Морские черепахи — особый вид Индонезии и её многочисленных островов, включая Бинтан; шесть видов из семи этого вида можно найти только в Индонезии. Акт защиты № 5 1990 года о сохранении природы и экосистемы; постановление правительства Индонезии № 7 того же года о сохранении флоры и фауны, созданное правительством Индонезии из-за подписания Конвенции о международной торговле видами дикой фауны и флоры, находящимися под угрозой уничтожения, обеспечивают защиту этих видов.
Остров Бинтан был одним из тех мест, где черепах можно было найти в большом количестве, а в 1950-х годах, во время гнездования, по крайней мере 2 гнёзда можно было каждый день найти на береговой линии Bintan Resorts. Теперь гнёзда можно найти не так часто, как в прошлом. Черепашьи следы, гнёзда, яйца и яичная скорлупа были выявлены в ходе исследований, проведенных патрулем не только в Bintan Resorts, но и на пляже Pasir Pasan. В Bintan Resorts были найдены гнёзда черепахи бисса (Eretmochelys imbricata) и зелёных черепах (Chelonia mydas). Департамент научных исследований и Отдел экологии и здоровья Bintan Resorts уверены, что гнёзда черепах сохраняются на Бинтане и сохраняются в небольших деревнях.

## История
Из-за стратегического положения на торговом пути между Китаем и Индией остров имеет богатую историю. Наряду с малайцами и бугисами в этом регионе доминировали португальцы, голландцы, арабы и британцы в разное время, став таким образом частью истории Бинтана. Многие местные внутренние распри между малайцами и бугисами, морские сражения, вторжения европейцев, также стали частью истории острова. С середины XVI века земли Бинтана, как и остального архипелага Риау принадлежали Джохорскому султанату вместе с островами Линга.
Ранняя история Бинтана связана с историей холмов Нагоя, части Батама, острова возле Бинтана и других островов архипелага Риау. Китайские хроники говорят, что Батам был заселен в 231 году нашей эры. Бинтан перешёл под контроль Малаккского султаната в XIII веке. После уничтожения Малаккского султаната португальцами эти земли принадлежали султану Джохора и были под его властью до XIX века.
Острова Риау занимали центральное место в великих Малайских королевствах или султанатах, которые знали как «Малайский мир», который распространил своё влияние от Суматры до Борнео. На протяжении веков на архипелаге жили малайцы и оранг-лауты. Они поселились на Бинтане. Эти два народа составляли основу населения малайских королевств со времен Шривиджаи. У них был полный контроль над торговыми путями, идущими через проливы. Мигранты из Китая и Индокитая, хоть и пришли позже, поселились на огромной территории Азии. После уничтожения Малаккского султаната в 1511 году острова Риау стали частью султаната Джохор или Джохор-Риау, основанном на острове Бинтан. Острова считались центром малайской культуры.

В течение XII и XIII веков остров был под властью Шривиджаи. Шри Три Буана, член королевской семьи Палембанга, посетил острова Риау в 1290 году. Королева Бинтана встретила его и они основали стратегический альянс. Они переехали в Бинтан вместе с флотилией из 800 судов, где Шри Три Буана стал королём. Вскоре Бинтан и его проливы получили репутацию «Пиратского острова» из-за малайских пиратов, грабивших проплывавшие мимо острова корабли. Малайцы вынуждали китайские корабли, возвращающиеся из Индийского океана, плыть к портам Бинтана. Тех, кто отказывался, были атакованы. Большое количество китайской керамики было найдено на Бинтане, некоторые восходят к раннему периоду династии Сун (960—1127). Арабский путешественник, Ибн Баттута, писал о островах Риау: 
«Здесь есть маленькие острова, на которых живут вооруженные черные пираты, стреляющие отравленными стрелами и обладающие вооруженными военными кораблями; они грабят людей, но не порабощают их.»
 Дневники капитанов китайских судов свидетельствуют о том, что эти инциденты происходили в XII веке. Даже после нескольких столетий Бинтан ещё называют «Пиратским островом».

## Демография
Хотя Бинтан и является большим островом по сравнению с другими островами архипелага, он является малонаселенным. Так как голландцы владели островами долгий период, их влияние можно отчетливо увидеть на острове. Население острова составляет около 300 000 человек и состоит из малайцев, индонезийцев, бугисов, китайцев и оранг-лаутов. Индонезийцы мигрировали на остров в больших количествах, и, как результат, малайцы, первоначальные обитатели архипелага, составляют сейчас меньшинство на нём. Это объясняется тем, что остров находится недалеко от Малайзии и Сингапура и индонезийцы едут в это место, чтобы переехать в Сингапур. В административном центре округа Бинтан Танджунг Пинанг, городское население увеличилось с 98 871 человек в 1998 году до 134 940 человек в 2004 году.

## Инфраструктура
Для удовлетворения программы развития Бинтана в 1991 началось строительство современной инфраструктуры с первоначальными инвестициями в размере 170 миллионов долларов США. Так как остров был доступен только через переправы приоритет был отдан строительству паромного терминала в Бантар Бентан Телани. На данный момент есть три паромных терминала и два грузовых морских порта мощностью 10-12 тысяч тонн валового веса. Также на острове есть аэропорт Раджа Хаджи Физбулла.

## Пляжи и курорты
18 июня 1996 года президент Индонезии и премьер-министр Сингапура запустили 23 000 гектаров зоны пляжа Лагой, как курорт, контрактом на 70 лет между правительством Бинтана и компанией PT Bintan Resort Cakrawala.
Популярный пляж Трикора находится на востоке острова, в то время как курорт Bintan International Resorts (который также известен как Лагой) — на севере. На пляже Лагой находятся отели высокого класса, такие как Nirwana Resort Hotel, Maya Villa, Mayang Sari Beach Resort, Banyu Biru, Nirwana Beach Club, Banyan Tree Bintan, Angsana Resort & Spa, Club Med Ria Bintan и Bintan Lagoon Resort. На этих курортах также созданы поля для игры в гольф. Курорты и гостиницы на пляже Трикора доступны и для среднего класса. Некоторые из них: Bintan Agro Beach Resorts, множество курортов с местами для рыбалки, такие как Ocean Bay Resort и Kolam Kelong Trikora. Существует также курорт, который предоставляет курсы обучения дайвингу, называемый Traveler Pondok Wisita. Посетители могут остановиться в номерах с кондиционированным воздухом и некондиционированным за ночь до обучения. Популярные курорты и отели за пределами пляжа Лагой: остров Никой (остров, расположенный у восточного побережья Бинтана), Mana Mana Beach Club, Bintan Lagoon Resort, Loola Adventure Resort, Bintan Agro Beach Resort, Hotel Sadaap, Pelangi Hotel, Comfort Hotel & Resort и Hotel Laguna.

### Пляж Трикора
Группа пляжей Трикора находится на востоке острова; пляжи пронумерованы от 1 до 4 в порядке с юга на север. Наиболее известен четвёртый пляж Трикора (индон. Trikora Empat), который также является самым северным пляжем. На береговой линии пляжа Трикора высажены пальмы. Водные виды спорта и дайвинг — популярные виды занятия во время отдыха на курорте Bintan Agro Beach Resort, который находится на пляже. Популярным курортом на пляже Трикора также является Bintan Bukit Kursi Resort.

### Bintan Resorts
Bintan Resorts — один из курортов острова Бинтан и занимает площадь в 23 000 гектаров. Хотя территория принадлежит Индонезии на острове работают граждане Сингапура, которым легко добраться до острова. В результате в отелях и магазинах принимают не индонезийские рупии, а в сингапурских или в американских долларах. На курорте Britan Resorts белый песчаный пляж, который простирается на 50 километров. Как сообщается, были разработаны 3000 гектаров курорта. Курорт разделён на четыре области — Nirwana Gardens, Laguna Bintan, Ria Bintan и Bintan Lagoon.

### Banyan Tree Bintan
Banyan Tree Bintan находится на северо-восточной оконечности острова Бинтан и в 45 минутах на пароме от Сингапура. В этом курорте делаются спа-процедуры с использованием масел и сливок. Большинство вилл расположены на камнях в море, многие расположены в окружении густых лесов.

### Bintan Lagoon Resort
Bintan Lagoon Resort — крупнейший из курортов Бинтана. Вмещает 1000 гостей. Развлечениями на этом курорте являются два поля для гольфа с видом на море, стрельба из лука и дорожки для катания на велосипедах.

### Bintan Agro Beach Resort
Bintan Agro Beach Resort — отель и курорт, находящийся на восточном побережье острова. Курорт был создан благодаря инвестициям из Сингапура. Два бассейна, два ресторана, множество водных видов спорта и спа-центр. Собственный пляж курорта маленький и грязный, но на этом пляже устраивается подводные плавания и туры до соседних островов с белыми песчаными пляжами (15 минут на лодке). К курорту также относится Nostalgia Yasin Bungalow, бюджетный гостевой дом, находящийся в 2 километрах от курорта и Bintan Cabana Beach Resort, находящийся в 10 километрах.

### Laguna Bintan
Laguna Bintan — курорт, находящийся в северной части острова, который известен отелем Angsana Resort & Spa.